# Вартмансрот
Вартмансрот (њем. Wartmannsroth) општина је у њемачкој савезној држави Баварска. Једно је од 26 општинских средишта округа Бад Кисинген. Према процјени из 2010. у општини је живјело 2.251 становника. Посједује регионалну шифру (AGS) 9672161.

## Географски и демографски подаци
Вартмансрот се налази у савезној држави Баварска у округу Бад Кисинген. Општина се налази на надморској висини од 340 метара. Површина општине износи 53,4 km². У самом мјесту је, према процјени из 2010. године, живјело 2.251 становника. Просјечна густина становништва износи 42 становника/km².